# Düzköy, Sarıcakaya
Düzköy là một xã thuộc huyện Sarıcakaya, tỉnh Eskişehir, Thổ Nhĩ Kỳ. Dân số thời điểm năm 2011 là 417 người.